# Poli Genova
Poli Genova (búlgar, Поли Генова; Sofia, 10 de febrer de 1987) és una cantant búlgara. Va estudiar clarinet a l'escola Liubomir Pipkov i va representar al seu país al Festival d'Eurovisió de 2011 a Düsseldorf (Alemanya) amb la cançó Na inat (На инат), que significa "Per capritx",
i el 2016 va tornar-ho a fer a Estocolm (Suècia), amb la cançó If Love Was A Crime ('Si l'amor fos un crim'). És jutge del programa X Factor (Bulgària) des de 2011. També el mateix any, va fer el doblatge en búlgar de Barrufeta en la pel·lícula Els Barrufets. El 2013 va participar en el programa de telerealitat Acadèmia de música (Музикална академия) aconseguint un gran èxit i a més guanyant el concurs. El 2015 va ser la presentadora del Festival de la Cançó d'Eurovisió Júnior 2015.